# Sofia Akátieva
Sofia Dmítriyevna Akátieva –en ruso, Софья Дмитриевна Акатьева– (Moscú, 7 de julio de 2007) es una deportista rusa que compite en patinaje artístico, en la modalidad individual. Es la campeona nacional de Rusia del año 2023.
Desde 2017 ha sido entrenada por Eteri Tutberidze.